# ليستير براون
ليستير براون (بالإنجليزية: Lester Brown)‏ هو لاعب كرة القدم الكندية أمريكي، ولد في 1958 في ميرتل بيتش في الولايات المتحدة.